# Pierre-Pascal Keup

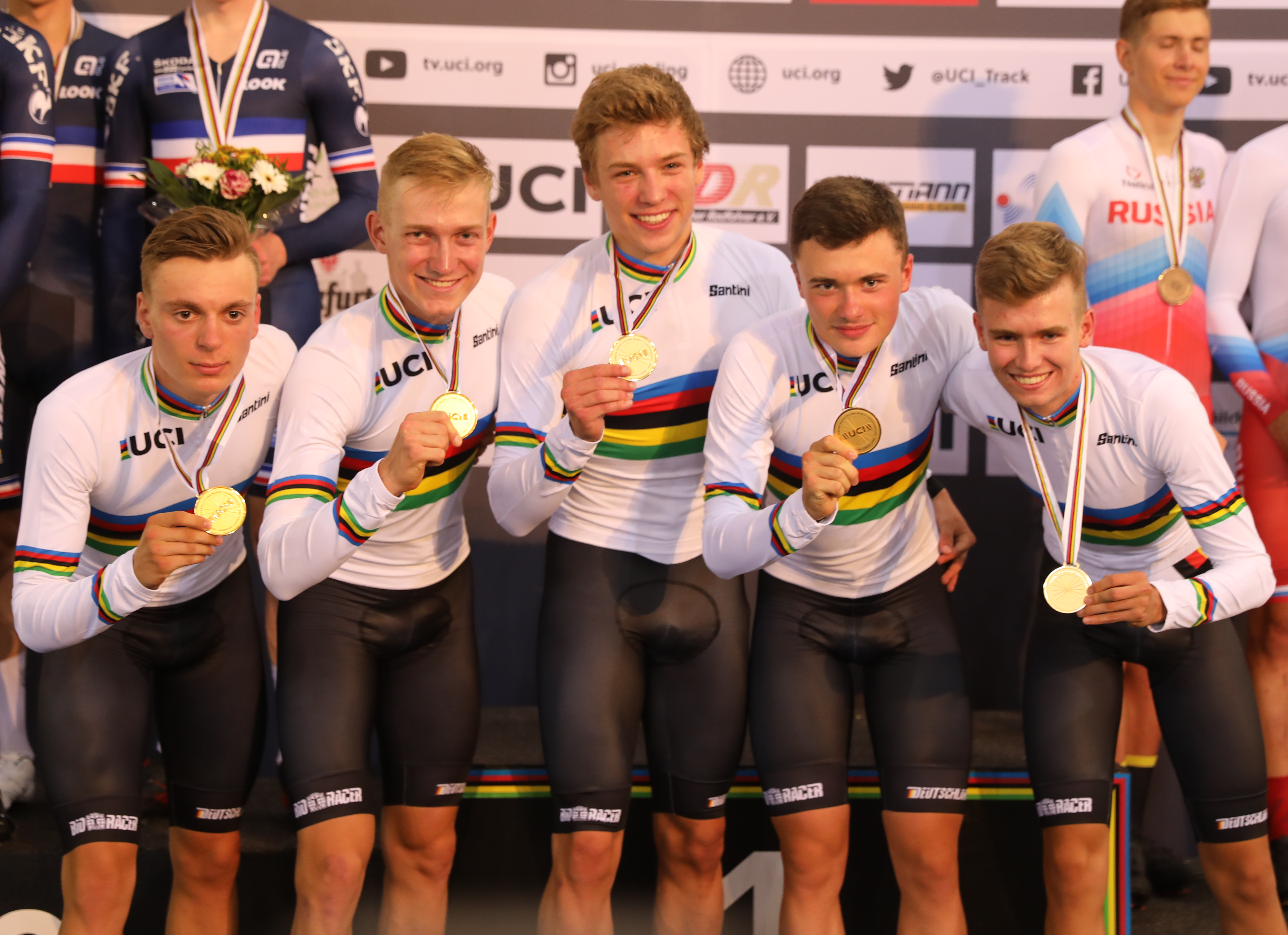
Der deutsche Junioren-Vierer bei der WM (v. l. n. r.): Hannes Wilksch, Pierre-Pascal Keup, Tobias Buck-Gramcko, Nicolas Heinrich und Moritz Kretschy

Pierre-Pascal Keup (* 14. Januar 2001 in Aue) ist ein deutscher Radsportler, der auf Bahn und Straße aktiv ist.

## Sportliche Laufbahn
Mit dem Radsport begann Keup beim SV Mittweidatal 06 Raschau-Markersbach. 2018 belegte er bei den deutschen Bahnmeisterschaften Bronze im Omnium der Junioren. Im Jahr darauf startete er im Juli bei den Junioren-Bahnmeisterschaften in Gent mit dem deutschen Junioren-Vierer, der die Bronzemedaille errang. Im August des Jahres wurde Keup gemeinsam mit Nicolas Heinrich, Hannes Wilksch, Tobias Buck-Gramcko und Moritz Kretschy Junioren-Weltmeister in der Mannschaftsverfolgung. Dabei stellten die Fahrer mit 3:58,793 min einen neuen Weltrekord auf.
Im Oktober 2019 wurde Pierre-Pascal Keup für die Teilnahme an den Bahneuropameisterschaften der Elite im niederländischen Apeldoorn nominiert. Zur Saison 2020 erhielt er einen Vertrag beim LKT Team Brandenburg. Im Jahr darauf wechselte er zum Team Lotto–Kern Haus. Im April 2021 belegte er beim International Rhodes Grand Prix Rang elf. In der Saison 2022 erzielte er mit dem Sieg bei der Trofeo Alcide De Gasperi seinen ersten Erfolg auf der UCI Europe Tour und gewann mit seinem Team das Mannschaftszeitfahren der Tour de l’Avenir.
Im Mai 2023 belegte Keup bei Rund um Köln als bester Deutscher Platz sieben. Wenige Tage später stürzte er bei der U23-Nationencup-Etappenfahrt Orlen Nations Grand Prix und erlitt einen Schlüsselbeinbruch.

## Diverses
Keup studiert an der Hochschule Mittweida Biotechnologie. Sein Trainer ist Paul Voß, sein Manager Jörg Werner.

## Erfolge

### Bahn
2019
- Junioren-Weltmeister – 1000-Meter-Zeitfahren, Einerverfolgung, Mannschaftsverfolgung (mit Nicolas Heinrich, Hannes Wilksch, Tobias Buck-Gramcko und Moritz Kretschy)
- Junioren-Europameisterschaft – Mannschaftsverfolgung (mit Nicolas Heinrich, Hannes Wilksch, Tobias Buck-Gramcko und Moritz Kretschy)

### Straße
2022
- Trofeo Alcide De Gasperi
- Mannschaftszeitfahren Tour de l’Avenir

2023
- Deutscher Meister (U23) – Berg